# Ваюга
Село Ваюга от община Кладово, Централна Сърбия се намира на брега на река Дунав. Населението е 437 жители през 2011 г., като доминира сръбската етническа група.
На 22 септември 1944 части на Трети Украински фронт на Червената армия форсират река Дунав при село Ваюга и на това място е построен паметник.